# Хом'яки
Хом'яки (Cricetinae) — підродина ссавців з родини Хом'якові надряду Гризуни, широко поширені на багатьох континентах. Хом'яки є вихідною групою в еволюції щурових (Arvicolinae), вкл. щурів, нориць, полівок, лемінгів, строкаток та ін.

## Біологія
Однією з найвідоміших ознак хом'яків є защічні мішки. Зазвичай хом'як, коли їсть, наповнює ці мішки зерном та іншою поживою і несе здобич до своєї домівки, де складає на майбутнє.
Зазвичай хом'яки живуть до трьох років. Хом'яка від хом'ячихи відрізняють в дитинстві, піднявши й подивившись на відстань від анального отвору до статевого органу. В самиць до 3 мм, в самців 1—1,5 см. Період вагітності короткий і триває до 21 дня, залежно від виду. Самиця може народити від 1 до 20 хом'ячат. Колір самих хом'ячат можна розрізнити за 3 дні. Чорні помітніші відразу, бо хутро потрібного кольору є відразу, хутряний покрив інших кольорів з'являється пізніше.

## Систематика
Включає такі роди (за):
- група «Cricetulus»
  - Allocricetulus (2 види)
  - Cansumys (Cricetulus s. l.) (1 вид)
  - Cricetulus — хом'ячок (6 видів)
  - Phodopus — «фодопус» (3 види)
  - Tscherskia — «черскія» (1 вид)
- група «Cricetus»
  - Cricetus — хом'як (1 вид)
  - Mesocricetus — «середні хом'яки» (4 види)

## Хом'яки в культурі
Різні види хом'яків нерідко утримують у зоопарках або живих куточках. Важливі вони і як лабораторні тварини (зокрема, «хом'ячок сирійський», Mesocricetus auratus).
В домашніх умовах утримують джунгарських, сирійських, роборовських хом'яків та хом'яків кемпбелла. Як місце проживання, хом'ячкам будь-якого виду підходять клітки, дюни, контейнери та акваріуми розміром не менше 60х40 см. У житлі хом'ячка має бути колесо не менше 16 см (для карликових видів) або 20 см (для сирійського виду)[джерело?].